# Eusynthemis deniseae
Eusynthemis deniseae är en trollsländeart som beskrevs av Günther Theischinger 1977. Eusynthemis deniseae ingår i släktet Eusynthemis och familjen skimmertrollsländor. Inga underarter finns listade i Catalogue of Life.